# Le mani dentro la città
Le mani dentro la città è una serie televisiva italiana del 2014 prodotta da Taodue e trasmessa in prima visione da Canale 5 dal 14 marzo al 18 aprile 2014.

## Trama
Le indagini del commissario Viola Mantovani (interpretata da Simona Cavallari) cominciano quando una ragazza viene trovata morta a Trebbiate (una cittadina immaginaria dell'hinterland di Milano) per overdose. L'arrivo dell'ispettore Benevento (Giuseppe Zeno) cambia la pista che la squadra di Viola stava seguendo: secondo lui c'è sotto la mano assassina della famiglia Marruso, gli affiliati alla 'Ndrangheta più potenti della Lombardia. Carmine Marruso (Andrea Tidona) vuole anche far chiudere la fabbrica più produttiva di Trebbiate, nella quale lavora Mario Mantovani, padre della protagonista.

## Episodi
| 1-2   | 14 marzo 2014  | 4.714.000 | 18,85% |
| 3-4   | 21 marzo 2014  | 3.818.000 | 15,43% |
| 5-6   | 28 marzo 2014  | 3.459.000 | 13,60% |
| 7-8   | 4 aprile 2014  | 3.602.000 | 14,37% |
| 9-10  | 11 aprile 2014 | 3.472.000 | 14,51% |
| 11-12 | 18 aprile 2014 | 3.280.000 | 14,36% |

## Personaggi e interpreti
- Viola Mantovani, interpretata da Simona Cavallari.
 È il commissario di Trebbiate Milanese; viene affiancata dall'ispettore Benevento.
- Michele Benevento, interpretato da Giuseppe Zeno.
 È un ispettore di origini calabresi, che da anni cerca vendetta nei confronti del boss della 'Ndrangheta Carmine Marruso. Aveva avuto una relazione sentimentale con la figlia maggiore di Marruso, Agata, uccisa proprio su ordine del padre.
- Diolosà, interpretato da Ninni Bruschetta.
 È il vicequestore incorruttibile.
- Gabriele Ercolani Vesuvio, interpretato da Massimiliano Gallo.
 È un ispettore originario di Napoli; aveva già lavorato con Benevento per dieci anni occupandosi di 'Ndrangheta.
- Duccio Pinchera, interpretato da Denis Fasolo.
 È un agente vivace e fa sempre coppia con la collega Giulia Ventura ma dalla morte di quest'ultima rimane depresso.
- Giulia Ventura, interpretata da Viola Sartoretto.
 È una agente che decide di infiltrarsi nel locale di Pinuccio ma viene uccisa da questo dopo essere stata scoperta.
- Don Carmine Marruso, interpretato da Andrea Tidona.
 È il boss della 'ndrangheta di Milano, dove si era trasferito 20 anni prima; viene ferito in un ristorante da un killer assoldato dal figlio di un operaio e muore suicida nella sua vasca da bagno.
- Teresa Marruso, interpretata da Daniela Giordano.
 È la moglie di Carmine Marruso.
- Giuseppe "Pinuccio" Marruso, interpretato da Marco Rossetti. 
 È il figlio secondogenito di Carmine Marruso. Pinuccio è un uomo violento capace di tutto per prendere il posto del padre ed è anche il proprietario di un locale milanese chiamato Number One. Nonostante tutto ci tiene alla famiglia e quando viene a mancare il padre ne soffre molto. Viene incastrato dal fratello Fulvio e finisce in prigione.
- Fulvio Marruso, interpretato da Giulio Beranek. 
 È il figlio terzogenito di Carmine Marruso, che studia economia a Londra, ma ha preso il posto del padre dopo la sua morte avendo fatto arrestare il fratello.
- Maria Marruso, interpretata da Daniela Marra. 
 È la figlia più piccola di Carmine Marruso che si è sposata con Nicola Nuzzo, il figlio di un altro boss della 'ndrangheta.

### Personaggi secondari
- Agata Marruso, interpretata da Francesca Valtorta. Figlia del boss nonché compagna dell'ispettore Benevento; viene uccisa su ordine del padre.
- Beatrice Giusti, interpretata da Camilla Semino Favro. È la fidanzata di Fulvio.
- Roberto Pagani, interpretato da Massimo Bonetti. È il Sindaco di Trebbiate, si è fatto corrompere dai Marruso per approvare la variante proprio nella zona industriale dove c'era anche la Ital & Ferri. Alla fine è costretto a dimettersi da Fulvio per il suo fallimento.
- Don Liborio Carrisi, interpretato da Maurizio Marchetti.
- Mario Mantovani, interpretato da Luigi Montini.
- Gaetano Ferrandino, interpretato da Sergio Solli.
- Ottavio Alfonsi, interpretato da Roberto Citran.
- Don Mommo Nuzzo, interpretato da Pierluigi Misasi.
- Nicola Nuzzo, interpretato da Francesco Colella.

## Produzione
La casa di produzione della serie è la Taodue di Pietro Valsecchi, che ha prodotto molte altre fiction di successo dello stesso genere poliziesco. Un esempio ne è Squadra antimafia - Palermo oggi, che condivide con Le mani dentro la città l'attrice protagonista Simona Cavallari, qui nei panni del commissario Mantovani. A tal proposito la Cavallari ha dichiarato «Per distinguere Viola Mantovani da Claudia Mares di “Squadra Antimafia” ho tagliato i corti. Questa è una storia tutta diversa, che racconta un altro tipo di criminale: quello che manda i figli a studiare economia e finanza a Londra». Il gruppo degli sceneggiatori, invece, è lo stesso de Il clan dei camorristi, che vedeva protagonista Giuseppe Zeno (anche lui già visto nella terza stagione di "Squadra antimafia - Palermo oggi" nel ruolo del camorrista Vito Portanova). Inoltre "Le mani dentro la città" costituisce l'ultimo capitolo in ordine cronologico di quella che possiamo definire una vera e propria cronaca in fiction dell'Italia criminale, cominciata con Il capo dei capi nel 2007. Valsecchi ha definito la serie «Un affresco del Nord Italia, dove non si era voluto vedere come goccia a goccia, in modo pericolosamente sotterraneo, la 'ndrangheta stava penetrando all'interno delle istituzioni, delle fabbriche, delle banche, riciclando gli enormi ricavi dei traffici illeciti in attività legali». Il personaggio di Viola era stato scritto apposta per la Cavallari, ma la storia vuole differenziarsi dalla già citata "Squadra antimafia" soprattutto perché lei, che sarebbe potuta essere la protagonista assoluta della serie tv, è stata pensata per legare le indagini della sua squadra alla guerra combattuta dalla famiglia Marruso. La regia è di Alessandro Angelini.
Nel 2014, Pietro Valsecchi e la Taodue avevano annunciato la produzione di una seconda stagione, composta da sei episodi. In seguito, a causa degli ascolti non soddisfacenti, Mediaset, in accordo con Taodue ha invece deciso di non produrne altri episodi.
La fiction è ambientata a Milano, ed è stata girata in Lombardia.